# Bad Company (2002)
Bad Company is een Amerikaanse actiekomedie uit 2002, geregisseerd door Joel Schumacher en geproduceerd door Jerry Bruckheimer. De film gaat over een scharrelaar genaamd Jake Hayes (Chris Rock), die onverwachts door de CIA gerekruteerd wordt. De reden hiervoor is dat Hayes een tweelingbroer blijkt te hebben, maar die tweelingbroer is tijdens een missie voor de CIA gedood. Om de missie tot een goed einde te brengen heeft de CIA nu de hulp van Jake Hayes nodig. CIA-agent Oakes (gespeeld door Anthony Hopkins) wordt ingeschakeld om Hayes in korte tijd het vak te leren.

## Rolverdeling
| Acteur            | Personage                                | Opmerkingen |
| ----------------- | ---------------------------------------- | ----------- |
| Anthony Hopkins   | Officier Oakes                           | hoofdrol    |
| Chris Rock        | Jake Hayes / Kevin Pope / Michael Turner | hoofdrol    |
| Peter Stormare    | Adrik Vas                                |             |
| Gabriel Macht     | Officier Seale                           |             |
| Kerry Washington  | Julie                                    |             |
| Adoni Maropis     | Jarma                                    |             |
| Garcelle Beauvais | Nicole                                   |             |
| Matthew Marsh     | Dragan Adjanic                           |             |
| Dragan Micanovic  | Michelle 'The Hammer' Petrov             |             |
| John Slattery     | Roland Yates                             |             |
| Brooke Smith      | Officier Swanson                         |             |
| Daniel Sunjata    | Officier Carew                           |             |
| DeVone Lawson Jr. | Officier Parish                          |             |
| Wills Robbins     | Officier McCain                          |             |
| Marek Vasut       | Andre                                    |             |
| Shea Whigham      | Agent Wells                              | uncredited  |